# 杜野まこ
杜野 まこ（もりの まこ、1987年1月24日 - ）は、日本の女性タレント・声優。身長158cm。宮城県出身。

## 来歴
- 2009年春：宮城県の大学を卒業後、『あらあらかしこ』（仙台放送）出演でデビュー。
- 2010年6月5日：小林洋行の初代FXメジャーズガールに選ばれる。
- 2010年9月25日：あらあらかしこのアシスタントを退任。活動拠点を東京都に移し、エイベックス・マネジメントに所属する。
- 2011年春：『はなかっぱ』のオーディションに合格し、アゲルちゃん役で声優デビュー。
- 2011年9月26日：『つながるセブン』のアシスタントを退任。
- 2013年1月：サンミュージックプロダクションに移籍。
- 2013年6月：サンミュージックプロダクションの声優ユニット「プリンセスケッツ」結成（2014年7月に解散）。スカイブルー・左ケッツ担当。
- 2023年1月：サンミュージックプロダクションを退所。
- 2023年2月:東京俳優生活協同組合に所属[6]。
- 2025年1月：東京俳優生活協同組合を退所[7]。

## 人物
- 芸名の由来は（デビュー前）「うし子」→「萩野 つき子」→「杜野 みやこ」→「ささか まこ」と、宮城県由来のもので推敲され→「杜野まこ」となる（「杜野」は杜の都から、「まこ」は仙台の名産品の笹かまぼこから）[8][9]。事務所に入ってすぐに「仙台っぽい名前にしよう」と話した際、マネージャーが次々とアイデアを出したがどれも可愛くなく、最終的にいくつかミックスしたものに決まった[10]。
- おでこがチャームポイント。
- 舌を鼻につけることができる。
- 弟が2人いる[11]。
- 文部科学省後援秘書検定2級、秘書士、普通自動車免許、上級情報処理士などの資格を持っている。2014年7月に野球知識検定5級、2016年1月に4級合格。
- 特技は運動全般、作文、車の運転、モノマネなど。
- 小学生からバレーボールを始め、大学生までの14年間続けている[12][13]。ポジションはセンター〜レフトプレイヤー〜リベロ。中学生の時にリベロ制度が導入されてアタックが打てなくなったためプロは目指さなくなった[12]。
- ずっと運動部で先生もスポ根タイプだったためカラオケやプリクラなどを経験することができず、渋谷のギャルのような女性に憧れも抱いていた[12]。
- 化粧品が好きで、芸能活動を始める前は化粧品会社に勤めようと考えていた[14][10]。
- 東京と仙台で就活中に芸能界の話をもらい、人々との出会いを通じて事務所に入り『あらあらかしこ』への出演に至った。楽しさと共に不安もあったが、「この番組に出逢えてなかったら今の私はあり得ない」として番組でデビューできたことに感謝の気持ちを話している[10]。
- 忙しい中、ほぼ毎夜Twitterでつぶやいている。時には全レスも行う。元々ネガティブだったがポジティブな人に憧れ、自分もポジティブになりたくて一日の中で嬉しかったことをTwitterに書くようになった[10]。
- 『三浦大輔のハマ番』にて三浦大輔と出会ったことが野球に興味を持つきっかけになった[15]。東北楽天ゴールデンイーグルスと横浜DeNAベイスターズの熱烈なファン。
- ホットヨガが趣味。
- 一味唐辛子を常に持ち歩き、辛くて美味いものをこよなく愛する。現在のお気に入りは祇園味幸の「日本一辛い黄金一味」。
- ガリガリ君では、梨味が好き。
- ディズニーキャラクターの中では、ドナルドダックとダッフィーが好き。

## 出演

### テレビアニメ
太字はメインキャラクター。
2011年
- はなかっぱ（2011年 - 、アゲルちゃん〈2代目〉 他）

2014年
- selector infected WIXOSS / selector spread WIXOSS（ちより） - 2シリーズ

2015年
- アイドルマスター シンデレラガールズ（姫川友紀）
- おまかせ!みらくるキャット団（マミタス）
- わしも WASIMO（ひよりの同級生）

2017年
- アイドルマスター シンデレラガールズ劇場（2017年 - 2018年、姫川友紀） - 2シリーズ
- 6HP/シックスハートプリンセス （忠ちゃん）

2024年
- 魔都精兵のスレイブ（紫黒）
- 魔法使いになれなかった女の子の話（マジ研部長）

### Webアニメ
- アイドルマスター シンデレラガールズ劇場 火曜シンデレラシアター / Extra Stage（2017年 - 2021年、姫川友紀[17]） - 2シリーズ
- カタトTHEアニメーション（2017年、戦カタト[20][21]）

### アニメ映画
- はなかっぱ 花さけ!パッカ〜ん♪ 蝶の国の大冒険（2013年、アゲルちゃん）
- 劇場版selector destructed WIXOSS（2016年、ちより）
- 映画かいけつゾロリ ラララ♪スターたんじょう（2022年、モオリン）

### ゲーム
2010年代
- アイドルマスター シンデレラガールズ（2014年 - 2023年、姫川友紀） - 2作品
- 神撃のバハムート（2016年、マロン）
- マギアレコード 魔法少女まどか☆マギカ外伝（2017年 - 2022年、空穂夏希）
- 暁のブレイカーズ（2018年、三園命）
- 不思議の幻想郷 -ロータスラビリンス-（2019年、物部布都）

2020年代
- ビビッドアーミー（2020年、エリン）
- メギド72（2021年 - 2023年、アガシオン）
- アイドルマスター ポップリンクス（2022年、姫川友紀）
- 魔法少女まどか☆マギカ Magia Exedra（2025年、空穂夏希）

### ドラマCD
2014年
- THE IDOLM@STER CINDERELLA GIRLS 2ndLIVE PARTY M@GIC!! PARTY M@GIC SPECIAL ドラマCD PARTY TIMEは終わらない（姫川友紀）

2016年
- 一番くじプレミアム アイドルマスター シンデレラガールズPART2 E賞 オリジナルドラマCD（姫川友紀）

### 吹き替え
- バーン・ノーティス 元スパイの逆襲 シーズン1 第4話「二者択一」（2010年） - 受付、バーテンメリンダ 役
- 韓流映画DVD「結婚前夜」（2015年） - ヴィガ役

### テレビ番組
- あらあらかしこ（仙台放送、2009年4月4日 - 2010年9月25日） - アシスタント（あらかしブログリポーター）
- 冒険チュートリアル（関西テレビ、2009年11月）
- つながるセブン（J:COM、2010年11月8日、2011年1月12日 - 9月26日） - 「つながるお天気」でお天気レポート、月曜日アシスタント
- 三浦大輔のハマ番（GAORA、2010年12月19日 - 2011年1月30日） - アシスタント
- わがまま!気まま!旅気分「宮城 元気みなぎる旅」（仙台放送・BSフジ、2011年8月27日、2012年2月4日、2013年2月9日） - リポーター
- news every.（日本テレビ、2013年4月19日、10月15日） - リポーター
- ありがとッ!（テレビ神奈川・テレビ埼玉・千葉テレビ放送、2013年 - 2016年） - 不定期 リポーター
- 全力坂（テレビ朝日、2014年1月21日）
- スマイルグルメ（宮城テレビ放送・TOKYO MX、2014年3月 - 5月） - リポーター
- いい伊豆みつけた（2014年5月[30] - 2019年8月[31]・2023年[32]6月[33] -  、伊豆急ケーブルネットワーク） - リポーター、ナレーション
- スギちゃん グルメ見聞録（テレビユー山形、2014年） - ナレーション
- これ！旨スギちゃん（テレビ金沢、2014年） - ナレーション
- ワイルドスギちゃんが行く！グルメ見聞録（TOKYO MX、2014年） - ナレーション
- きらっとグルメ（青森朝日放送・TOKYO MX、2015年4月 - 10月） - リポーター
- 井戸端クイーン（TBCテレビ、2015年9月28日、2017年5月31日（30日深夜）他、不定期放送） - マコクイーン
- HAPPY MONDAY BASEBALL 今週のプロ野球とことん予想（BSスカパー、2016年4月 - ） - プレゼンター
- tvk NEWSハーバー（テレビ神奈川、2016年8月 - ） - 不定期 リポーター
- 湯めぐり鉄道 -温泉といやしの旅- #1 大井川鐵道で行く寸又峡温泉 (2018年4月30日、鉄道チャンネル) - 旅人[34]
- We★ベイスターズ（テレビ神奈川、2018年4月 - ） - MC
- リングにアゲアゲ!（2019年3月27日、TBCテレビ) - アイドルまこ

### Web番組
- Microsoft OneNote 2010 スペシャルサイト（2011年） - ナビゲーター
- PuriPuri-プリンセスケッツ（2013年-2014年、ニコニコ生放送）
- マイバンカー web movie（2014年）
- 灼熱野球バラエティ 野球がぁる（ニコニコ動画、2014年） - MC
- ぶるぺん 〜今まさに世に出ようとしている「あったまった人々」が登場！〜（Ustream、2015年3月10日） - ゲスト
- Timely!CHANNEL LIVE（FRESH!・ニコニコ生放送、2016年9月 - 11月）- MC
- 楽しみまSHOW!野球女士（SHOWROOM、2016年10月 - ） - MC
- 杜野まこ&Mr.Jの高めのつり球!（ニコニコ生放送、2019年4月 - ）[35]

### ラジオ
- 『ヤマカゲOVER DRIVE』（DateFM）（2010年7月30日）
- 『HITS! THE TOWN』（NACK5）（2010年11月13日）
- 『プリンセスケッツの珍想中！』（2014年、超!A&G+）
- 『ダイナシティpresents ダイナレディオ!!1485 〜午後のひとときは笑顔と一緒に〜』（ラジオ日本 小田原放送局）（2015年10月30日 - 2017年3月） - パーソナリティ
- 『りか&まこの文化放送ホームランラジオ! スタDON』（超!A&G+）（「れい&ゆいの文化放送ホームランラジオ!」内、2016年4月8日 - 2018年10月3日） - パーソナリティ
- 『selector radio WIXOSS 番外編 〜ちよりとエルドラの小部屋〜』（2016年8月12日） - パーソナリティ
- 『プロ野球三都物語』（制作：東北放送、HBCラジオとRKBラジオにもネット）（2020年3月14日[36]）
- 『Happy Voice! from YOKOHAMA』（アール・エフ・ラジオ日本）（2020年4月3日 - 2024年3月25日）
- 『にっぽん全国ひろし旅』（NACK5）（びーさんぼーいず〜Be SUNDAY BOYS〜内箱番組・2020年7月5日 - 2023年3月26日）- アシスタント

### CM
- HONDA Cars東北（2009年10月 - 12月31日）
- にっこりマッコリ
- One Tap Buy

### Webドラマ
- アンタッチャブル山崎の実録 現役サラリーマン言い訳大全 ショートドラマ（au、2010年） - スミレ 役

### 映画
- avexニュースターシネマコレクション vol.2（2010年、エイベックス・エンタテインメント）
  - カスタードプリン - ペコ 役
  - 大人になった夏 - 旅館宿泊客 役
- エクレール・お菓子放浪記（2011年、マジックアワー） - みどり 役

### 舞台
- 園田英樹演劇祭 Plus『谷中コメディーショー』（戸野廣浩司記念劇場、2015年2月6日 - 9日）
- キミに贈る朗読会「サトラレ〜the reading〜 vol.7」（2021年9月12日、MsmileBOX 渋谷[37]）
- キミに贈る朗読会「サトラレ〜the reading〜 Vol.8」（2021年10月9日 - 10日、MsmileBOX 渋谷[38]）

### テレビドラマ
- 示談交渉人 ゴタ消し 第10話（読売テレビ、2011年3月10日） - エリナ 役
- 仮面ライダーフォーゼ（テレビ朝日、2012年1月15日・3月25日・4月22日） - 看護婦 役
- 土曜ワイド劇場「西村京太郎トラベルミステリー61・越後・会津殺人ルート〜必ず相席する女!?」（テレビ朝日、2014年3月22日） - 原田由紀 役
- 痛快TV スカッとジャパン（フジテレビ） - 妊婦 役（2016年5月23日）、お母さん 役（2017年1月16日）

### 雑誌
- fine 2010年6月号 2010年5月1日発売　P.42,P.44 - 45（同雑誌専属モデルの石鍋正寿とのデート形式）
- S-style
  - 2010年9月号 P.24（特集 仙台カフェ時間）
  - 2012年12月号 P.66
  - 2013年12月号（studiov オススメ情報）
- 週刊アスキー
  - 2010年10月26日号 - 11月2日号（「パソコンが好きだ！」）
  - 2010年12月7日号
  - 2011年3月22・29日合併号 - 4月26日号
  - 2011年11月29日号 - 12月20日号
  - 2012年1月31日号
  - 2012年6月5日号 - 6月19日号
  - 2012年12月18日号（「PENTAX Q10」記事）
  - 2013年1月29日増刊号（「PENTAX Q10」記事）
- Date Style 2011年春号（メイクページ）
- 月刊 つり人 2013年11月25日発売
- 月刊自家用車 - ガールズドライブ 2014年2月26日発売

### 書籍
- 杜野まこ生誕記念BOOK〜おいたち感謝〜（2017年）

### 映像商品
- THE IDOLM@STER CINDERELLA GIRLS 3rdLIVE シンデレラの舞踏会 -Power of Smile- Blu-ray Day1（2016年）[39]
- CINDERELLA PARTY! でれぱれ〜どがやってきた！〜イケてる彼女と楽しい公録〜（2016年）[40]
- THE IDOLM@STER CINDERELLA GIRLS 4thLIVE TriCastle Story[41]

### イベント
- 2010年5月24日 avexニュースター・シネマ・コレクション公開直前イベント「チアリーダーカフェ」
- 2010年8月26日 FX Major's「FXエンジョイセミナー」
- 2010年11月6日 ららぽーとTOKYO-BAY「クリスマスイルミネーション2010」 - ライトアップセレモニーMC
- 2014年7月27日 「護衛艦やまゆき 海の日フェスタ」 - 一日艦長
- 2014年10月3 - 4日 「ELECTRODASH」 - イベントMC
- 2014年10月13日 第35回 2014-2015 日本カー・オブ・ザ・イヤー - プレゼンテーター
- 2014年11月1日 学習院大学 第45回桜凛祭「まこ・ゆい・れいのセ・リーグ討論会 in 桜凛祭」
- 2015年4月19日 selectorスペシャルイベント
- 2015年6月13日 CINDERELLA REAL PARTY! 02 〜イケてる彼女と楽しい公録〜（夜の部）
- 2015年12月7日 第36回 2015-2016 日本カー・オブ・ザ・イヤー - プレゼンテーター
- 2016年11月26日 電気通信大学 第66回調布祭「立花理香・杜野まこトークショー 〜鯉と星のオールスターゲーム!!〜」[42][43]
- 2016年12月9日 第37回 2016-2017 日本カー・オブ・ザ・イヤー - プレゼンテーター
- 2017年1月21日 杜野まこBirthday Party〜こんな30でも、いいでしょ⁈〜[44][45]
- 2017年7月4日 パ・リーグ6球団×アイドルマスターシリーズ 〜346PRODUCTION DAY〜 - 出演[46][47]、北海道日本ハムファイターズ スターティングラインナップ アナウンス[48][49]

### その他コンテンツ
- 小林洋行 初代FXメジャーズガール（2010年）
- スマホアプリ「部活DO！」 野球部 『杜野まこの「私は楽天☆DeNAの二刀流！！」』 -  団長[50]
- ベイスたんのブログやよ! 『「番長」という言葉の意味〜その伝説は永遠に』（2016年9月30日） - 写真協力[51]
- アニメ『アイドルマスター シンデレラガールズ劇場 2nd SEASON』DVD/BD 第2巻 特典CD「なんちゃってコメンタリー」（2017年）

## ディスコグラフィ

### キャラクターソング
| 発売日   | 商品名                                                                                         | 歌 | 楽曲                                            | 備考                                                                      |
| 2014年   | 2014年                                                                                         | 2014年 | 2014年                                          | 2014年                                                                    |
| -------- | ---------------------------------------------------------------------------------------------- | --- | ----------------------------------------------- | ------------------------------------------------------------------------- |
| 7月30日  | THE IDOLM@STER CINDERELLA MASTER We're the friends!                                            | THE IDOLM@STER CINDERELLA GIRLS! | 「We're the friends!」                          | ゲーム『アイドルマスター シンデレラガールズ』関連曲                       |
| 2015年   |                                                                                                | |                                                 |                                                                           |
| 2月4日   | THE IDOLM@STER CINDERELLA MASTER 032 姫川友紀                                                  | 姫川友紀（杜野まこ） | 「気持ちいいよね 一等賞!」                      | ゲーム『アイドルマスター シンデレラガールズ』関連曲                       |
| 2016年   |                                                                                                | |                                                 |                                                                           |
| 6月15日  | THE IDOLM@STER CINDERELLA MASTER Passion Jewelries! 003                                        | 姫川友紀（杜野まこ）、市原仁奈（久野美咲）、片桐早苗（和氣あず未）、大槻唯（山下七海）、相葉夕美（木村珠莉） | 「きみにいっぱい☆」 「Near to You」             | ゲーム『アイドルマスター シンデレラガールズ』関連曲                       |
| 6月15日  | THE IDOLM@STER CINDERELLA MASTER Passion Jewelries! 003                                        | 姫川友紀（杜野まこ） | 「Perseus-ペルセウス-」                         | ゲーム『アイドルマスター シンデレラガールズ』関連曲                       |
| 2017年   |                                                                                                | |                                                 |                                                                           |
| 2月8日   | THE IDOLM@STER CINDERELLA MASTER EVERMORE                                                      | 相葉夕美（木村珠莉）、五十嵐響子（種﨑敦美）、市原仁奈（久野美咲）、一ノ瀬志希（藍原ことみ）、大槻唯（山下七海）、片桐早苗（和氣あず未）、鷺沢文香（M・A・O）、櫻井桃華（照井春佳）、塩見周子（ルゥティン）、橘ありす（佐藤亜美菜）、中野有香（下地紫野）、二宮飛鳥（青木志貴）、速水奏（飯田友子）、姫川友紀（杜野まこ）、宮本フレデリカ（髙野麻美） | 「Near to You」                                 | ゲーム『アイドルマスター シンデレラガールズ』関連曲                       |
| 8月9日   | THE IDOLM@STER CINDERELLA GIRLS STARLIGHT MASTER 12 命燃やして恋せよ乙女                       | 星輝子（松田颯水）、白坂小梅（桜咲千依）、輿水幸子（竹達彩奈）、小早川紗枝（立花理香）、姫川友紀（杜野まこ） | 「Lunatic Show」                                | ゲーム『アイドルマスター シンデレラガールズ スターライトステージ』関連曲  |
| 12月13日 | THE IDOLM@STER CINDERELLA GIRLS MASTER SEASONS WINTER!                                         | 片桐早苗（和氣あず未）、難波笑美（伊達朱里紗）、姫川友紀（杜野まこ） | 「冬空プレシャス」                              | ゲーム『アイドルマスター シンデレラガールズ』関連曲                       |
| 2018年   |                                                                                                | |                                                 |                                                                           |
| 3月3日   | アイドルマスター シンデレラガールズ劇場 すぷりんぐふぇすてぃばる 2018 会場オリジナルCD         | 姫川友紀（杜野まこ） | 「We're the friends! 姫川友紀ソロ・リミックス」 | ゲーム『アイドルマスター シンデレラガールズ』関連曲                       |
| 7月18日  | THE IDOLM@STER CINDERELLA GIRLS STARLIGHT MASTER 19 With Love                                  | 五十嵐響子（種﨑敦美）、乙倉悠貴（中島由貴）、水本ゆかり（藤田茜）、諸星きらり（松嵜麗）、姫川友紀（杜野まこ） | 「With Love（M@STER VERSION）」                 | ゲーム『アイドルマスター シンデレラガールズ スターライトステージ』関連曲  |
| 9月19日  | THE IDOLM@STER CINDERELLA GIRLS STARLIGHT MASTER 21 Kawaii make MY day!                        | 姫川友紀（杜野まこ） | 「Dear My Dreamers」                            | ゲーム『アイドルマスター シンデレラガールズ スターライトステージ』関連曲  |
| 11月30日 | THE IDOLM@STER CINDERELLA GIRLS 6thLIVE MERRY-GO-ROUNDOME!!! MASTER SEASONS WINTER! SOLO REMIX | 姫川友紀（杜野まこ） | 「冬空プレシャス」                              | ゲーム『アイドルマスター シンデレラガールズ』関連曲                       |
| 2019年   |                                                                                                | |                                                 |                                                                           |
| 6月19日  | THE IDOLM@STER CINDERELLA GIRLS LITTLE STARS! TAKAMARI☆CLIMAXXX!!!!!                           | 喜多日菜子（深川芹亜）、喜多見柚（武田羅梨沙多胡）、南条光（神谷早矢佳）、日野茜（赤﨑千夏）、姫川友紀（杜野まこ） | 「TAKAMARI☆CLIMAXXX!!!!!」                      | テレビアニメ『アイドルマスター シンデレラガールズ劇場』エンディングテーマ |
| 6月19日  | THE IDOLM@STER CINDERELLA GIRLS LITTLE STARS! TAKAMARI☆CLIMAXXX!!!!!                           | 姫川友紀（杜野まこ） | 「TAKAMARI☆CLIMAXXX!!!!!」                      | テレビアニメ『アイドルマスター シンデレラガールズ劇場』関連曲             |
| 10月23日 | THE IDOLM@STER CINDERELLA GIRLS STARLIGHT MASTER 33 Starry-Go-Round                            | 前川みく（高森奈津美）、大槻唯（山下七海）、姫川友紀（杜野まこ）、二宮飛鳥（青木志貴）、アナスタシア（上坂すみれ） | 「Starry-Go-Round（M@STER VERSION）」           | ゲーム『アイドルマスター シンデレラガールズ スターライトステージ』関連曲  |
| 11月8日  | THE IDOLM@STER CINDERELLA GIRLS 7thLIVE TOUR Special 3chord♪ Funky Dancing! 会場オリジナルCD   | 姫川友紀（杜野まこ） | 「With Love（M@STER VERSION）」                 | ゲーム『アイドルマスター シンデレラガールズ スターライトステージ』関連曲  |
| 2020年   |                                                                                                | |                                                 |                                                                           |
| 2月19日  | THE IDOLM@STER CINDERELLA MASTER 3chord for the Dance!                                         | 宮本フレデリカ（髙野麻美）、棟方愛海（藤本彩花）、及川雫（のぐちゆり）、荒木比奈（田辺留依）、姫川友紀（杜野まこ） | 「ミラーボール・ラブ（M@STER VERSION）」        | ゲーム『アイドルマスター シンデレラガールズ』関連曲                       |
| 3月18日  | THE IDOLM@STER CINDERELLA GIRLS STARLIGHT MASTER 37 Needle Light                               | 姫川友紀（杜野まこ） | 「LIFE」                                        | ゲーム『アイドルマスター シンデレラガールズ スターライトステージ』関連曲  |
| 10月21日 | THE IDOLM@STER CINDERELLA GIRLS STARLIGHT MASTER GOLD RUSH! 03 Joker                           | 松永涼（千菅春香）、大和亜季（村中知）、中野有香（下地紫野）、姫川友紀（杜野まこ）、前川みく（高森奈津美） | 「Joker（M@STER VERSION）」                     | ゲーム『アイドルマスター シンデレラガールズ スターライトステージ』関連曲  |
| 2021年   |                                                                                                | |                                                 |                                                                           |
| 2月17日  | THE IDOLM@STER CINDERELLA GIRLS Broadcast & Live Happy New Yell!!! オリジナルCD                | 姫川友紀（杜野まこ） | 「Starry-Go-Round（M@STER VERSION）」           | ゲーム『アイドルマスター シンデレラガールズ スターライトステージ』関連曲  |
| 2022年   |                                                                                                | |                                                 |                                                                           |
| 5月25日  | THE IDOLM@STER CINDERELLA GIRLS STARLIGHT MASTER R/LOCK ON! 05 トロピカルガール                | 夢見りあむ（星希成奏）、乙倉悠貴（中島由貴）、姫川友紀（杜野まこ）、三村かな子（大坪由佳）、難波笑美（伊達朱里紗） | 「トロピカルガール（M@STER VERSION）」          | ゲーム『アイドルマスター シンデレラガールズ スターライトステージ』関連曲  |
| 5月25日  | THE IDOLM@STER CINDERELLA GIRLS STARLIGHT MASTER R/LOCK ON! 05 トロピカルガール                | 姫川友紀（杜野まこ） | 「トロピカルガール（M@STER VERSION）」          | ゲーム『アイドルマスター シンデレラガールズ スターライトステージ』関連曲  |
| 2023年   |                                                                                                | |                                                 |                                                                           |
| 2月11日  | THE IDOLM@STER M@STERS OF IDOL WORLD!!!!! 2023 明日きみにJewel                                 | 姫川友紀（杜野まこ） | 「きみにいっぱい☆」                             | ゲーム『アイドルマスター シンデレラガールズ』関連曲                       |
| 7月19日  | THE IDOLM@STER CINDERELLA GIRLS STARLIGHT MASTER PLATINUM NUMBER 04 Majoram Therapie           | 姫川友紀（杜野まこ）、結城晴（小市眞琴） | 「吼えろ」                                      | ゲーム『アイドルマスター シンデレラガールズ スターライトステージ』関連曲  |
| 2024年   |                                                                                                | |                                                 |                                                                           |
| 2月14日  | THE IDOLM@STER CINDERELLA GIRLS STARLIGHT MASTER HEART TICKER! 03 HALLOWEEN GAME               | 姫川友紀（杜野まこ）、中野有香（下地紫野）、堀裕子（鈴木絵理）、上条春菜（長島光那）、白雪千夜（関口理咲） | 「HALLOWEEN GAME（M@STER VERSION）」            | ゲーム『アイドルマスター シンデレラガールズ スターライトステージ』関連曲  |
| 2月14日  | THE IDOLM@STER CINDERELLA GIRLS STARLIGHT MASTER HEART TICKER! 03 HALLOWEEN GAME               | 姫川友紀（杜野まこ） | 「HALLOWEEN GAME（M@STER VERSION）」            | ゲーム『アイドルマスター シンデレラガールズ スターライトステージ』関連曲  |

### その他参加楽曲
| 発売日         | 商品名                                                                             | 歌 | 楽曲                                                | 備考                                                |
| -------------- | ---------------------------------------------------------------------------------- | --- | --------------------------------------------------- | --------------------------------------------------- |
| 2013年6月5日   | さいしん!てんこ盛り!キッズソング                                                   | 秋奈、杜野まこ | 「Signalize!」 「カレンダーガール」                 |                                                     |
| 2013年12月25日 | さいしんキッズヒット歌合戦50                                                       | 秋奈、杜野まこ | 「ダイヤモンドハッピー」 「ヒラリ／ヒトリ／キラリ」 |                                                     |
| 2013年7月28日  | 恋の魔法〜puri puri pu−!〜 / プリンセスケッツ♪                                     | プリンセスケッツ |                                                     |                                                     |
| 2014年6月4日   | オーレ!キッズソングカーニバル51                                                    | 秋奈、杜野まこ、チバナギサ | 「KIRA☆Power」 「オリジナルスター☆彡」              |                                                     |
| 2015年6月10日  | CINDERELLA PARTY! でれぱDEないと をきかないと!! 〜あかるくせいそにかわいくきよく〜 | 原紗友里、青木瑠璃子、杜野まこ | 「栄冠は君に輝く」                                  | ラジオ『CINDERELLA PARTY!』関連曲                   |
| 2017年2月8日   | THE IDOLM@STER CINDERELLA MASTER EVERMORE                                          | 大橋彩香、福原綾香、原紗友里、藍原ことみ、青木志貴、青木瑠璃子、飯田友子、五十嵐裕美、今井麻夏、上坂すみれ、内田真礼、桜咲千依、大空直美、大坪由佳、金子真由美、金子有希、木村珠莉、黒沢ともよ、佐藤亜美菜、下地紫野、洲崎綾、鈴木絵理、髙野麻美、高森奈津美、立花理香、種﨑敦美、千菅春香、東山奈央、長島光那、原優子、早見沙織、春瀬なつみ、渕上舞、牧野由依、松井恵理子、松嵜麗、三宅麻理恵、村中知、杜野まこ、安野希世乃、山下七海、山本希望、佳村はるか、ルゥティン、和氣あず未 | 「EVERMORE（4thLIVE MIX）」                         | ゲーム『アイドルマスター シンデレラガールズ』関連曲 |
| 2022年7月20日  | CINDERELLA PARTY! デレぱにぱにック＆デレパノココロ ～信じられないくらい素敵なCD～  | 原紗友里、青木瑠璃子、杜野まこ | 「狙いうち」                                        | ラジオ『CINDERELLA PARTY!』関連曲                   |

## ライブ・イベント

### 合同ライブ
| 出演日              | タイトル                                                                                        | 会場                                        |
| ------------------- | ----------------------------------------------------------------------------------------------- | ------------------------------------------- |
| 2015年11月28日      | THE IDOLM@STER CINDERELLA GIRLS 3rdLIVE シンデレラの舞踏会 - Power of Smile -                   | 幕張メッセ国際展示場 9-11番ホール（千葉県） |
| 2016年10月15日      | THE IDOLM@STER CINDERELLA GIRLS 4thLIVE TriCastle Brand New Castle                              | さいたまスーパーアリーナ（埼玉県）          |
| 2017年5月13日・14日 | THE IDOLM@STER CINDERELLA GIRLS 5thLIVE TOUR Serendipity Parade!!! 宮城公演                     | セキスイハイムスーパーアリーナ（宮城県）    |
| 2017年7月8日・9日   | THE IDOLM@STER CINDERELLA GIRLS 5thLIVE TOUR Serendipity Parade!!! 幕張公演                     | 幕張イベントホール（千葉県）                |
| 2017年8月12日       | THE IDOLM@STER CINDERELLA GIRLS 5thLIVE TOUR Serendipity Parade!!! さいたまスーパーアリーナ公演 | さいたまスーパーアリーナ（埼玉県）          |
| 2018年11月10日      | THE IDOLM@STER CINDERELLA GIRLS 6thLIVE MERRY-GO-ROUNDOME!!!                                    | メットライフドーム（埼玉県）                |
| 2019年9月3日・4日   | THE IDOLM@STER CINDERELLA GIRLS 7thLIVE TOUR Special 3chord♪ Comical Pops!                      | 幕張メッセ国際展示場 9-11番ホール（千葉県） |
| 2019年11月9日・10日 | THE IDOLM@STER CINDERELLA GIRLS 7thLIVE TOUR Special 3chord♪ Funky Dancing!                     | ナゴヤドーム（愛知県）                      |
| 2021年1月10日       | THE IDOLM@STER CINDERELLA GIRLS Broadcast & LIVE Happy New Yell!!!                              | 幕張メッセ国際展示場 1-3番ホール（千葉県）  |
| 2022年1月29日・30日 | THE IDOLM@STER CINDERELLA GIRLS 10th ANNIVERSARY M@GICAL WONDERLAND TOUR!!! Tropical Land       | ライブ配信（ASOBISTAGE）                    |
| 2022年4月2日        | THE IDOLM@STER CINDERELLA GIRLS 10th ANNIVERSARY M@GICAL WONDERLAND!!!                          | ベルーナドーム（埼玉県）                    |

## あらかしブログでの訪問歴・紹介商品
| 放送日        | 店舗名・商品名                                                                   | 店舗住所                                                           | HP                                     | 備考           |
| ------------- | -------------------------------------------------------------------------------- | ------------------------------------------------------------------ | -------------------------------------- | -------------- |
| 2010年9月18日 | La Maison ensoleille table 仙台パルコ店 九重栗かぼちゃのキャラメルショコラタルト | 〒980-0021 仙台市青葉区中央1-2 仙台パルコ 5F                       | Maison ensoleille table                |                |
| 2010年9月4日  | FORSTE 藤崎店                                                                    | 〒980-8652 宮城県仙台市青葉区一番町3-2-17                          | FORSTE                                 |                |
| 2010年8月28日 | GIOオーガニックカフェ                                                            | 〒984-0042 宮城県仙台市若林区大和町2丁目4-7                        | GIOオーガニックカフェ                  |                |
| 2010年8月21日 | as know as de base                                                               | 〒980-0021 宮城県仙台市青葉区中央1-1-1 S-PAL仙台3F                 | as know as                             |                |
| 2010年8月14日 | 株式会社 リクルート インターンシップ                                             |                                                                    |                                        |                |
| 2010年8月7日  | iDC大塚家具仙台ショールーム                                                      | 〒980-0013 宮城県仙台市青葉区花京院1丁目2番15号 ソララプラザ       | iDC大塚家具仙台ショールーム            |                |
| 2010年7月31日 | Kiss Me ヒロインメイクシリーズ                                                   |                                                                    | Kiss Me HP                             |                |
| 2010年7月24日 | 石巻専修大学オープンキャンパス                                                   |                                                                    | 平成２２年度オープンキャンパスのご案内 |                |
| 2010年7月17日 | ケンタッキーフライドチキン                                                       |                                                                    | ケンタッキーフライドチキン             | 40周年         |
| 2010年7月10日 | 雪肌精                                                                           |                                                                    | 雪肌精                                 |                |
| 2010年7月3日  | ホテルメトロポリタン仙台                                                         | 〒980-8477 宮城県仙台市青葉区中央1-1-1                             | ホテルメトロポリタン仙台               |                |
| 2010年6月26日 | 東北じゃらん                                                                     |                                                                    | じゃらん                               |                |
| 2010年6月19日 | JAYRO                                                                            | 〒981-3204 宮城県仙台市泉区寺岡6-11 仙台泉プレミアムアウトレット内 | JAYRO                                  |                |
| 2010年6月12日 | けやき坂 彩桜邸                                                                  | 〒981-3328 宮城県黒川郡富谷町上桜木2-3-2                           | けやき坂 彩桜邸                        |                |
| 2010年6月5日  | 仙台LOFT                                                                         | 〒980-0021 宮城県仙台市青葉区中央1-10-10                           | LOFT                                   |                |
| 2010年5月29日 | カラフルネイルサロン青葉通り一番町店                                             | 〒980-0811 宮城県仙台市青葉区一番町3-3-11 ヒューマン青葉通ビル2F   | カラフルショールーム                   |                |
| 2010年5月22日 | 仙台香房 露香                                                                    | 〒980-0811 仙台市青葉区一番町四丁目5番18号（東一市場内）           | 露香                                   |                |
| 2010年5月15日 | 紅茶花伝ROYAL MILK TEA                                                           |                                                                    | 紅茶花伝                               |                |
| 2010年5月7日  | Sinaryエヴァンジェリスト                                                         | 〒980-0014 宮城県仙台市青葉区本町2丁目15-15                        | Sinary                                 |                |
| 2010年5月1日  | EDWINアウトレットショップ倉庫市                                                  | 〒982-0003 宮城県仙台市太白区郡山字籠ノ瀬10-1                      | ジーンズショップ アメリカ屋            |                |
| 2010年4月24日 | ABCマートグランドステージ仙台                                                    | 〒980-0811 宮城県仙台市青葉区一番町3-9-18                          | ABCマートHP                            | ReebokEASYTONE |
| 2010年4月17日 | ナチュラルコスメティック グレイス                                                | 〒980-0021 宮城県仙台市青葉区中央2-6-22 森屋ビル2F                 | ナチュラルコスメティック グレイス HP   |                |

### シリーズ一覧
1. ↑  『シンデレラガールズ』（2014年 - 2022年）、『スターライトステージ』（2015年 - 2023年）

### ユニットメンバー
1. ↑  渋谷凛（福原綾香）、鷺沢文香（M・A・O）、高垣楓（早見沙織）、安部菜々（三宅麻理恵）、緒方智絵里（大空直美）、島村卯月（大橋彩香）、本田未央（原紗友里）、姫川友紀（杜野まこ）、高森藍子（金子有希）